# Guarnición de Ejército Rospentek
La Guarnición de Ejército (Guar Ej) «Rospentek» es la base más austral del Ejército Argentino, localizada en la provincia de Santa Cruz. Aloja al Regimiento de Infantería Mecanizado 35 «Coronel Manuel Dorrego» y al Escuadrón de Exploración de Caballería Blindado 11 «Coronel Juan Pascual Pringles». Además, se dispone del Campo de Instrucción «Estancia Primavera».
Desempeña una función de enlace con el Ejército de Chile.
El RI Mec 35 acostumbra a pintar su nombre en una montaña que rodea a la guarnición.

## Historia
La Guarnición de Ejército «Rospentek» fue construida después de la crisis entre Argentina y Chile de 1978.